# Airbus Helicopters H155
Le Airbus Helicopters H155, auparavant Eurocopter EC155  est un hélicoptère moyen civil développé par le constructeur Airbus Helicopters et ayant effectué son premier vol en 1997.

## Histoire

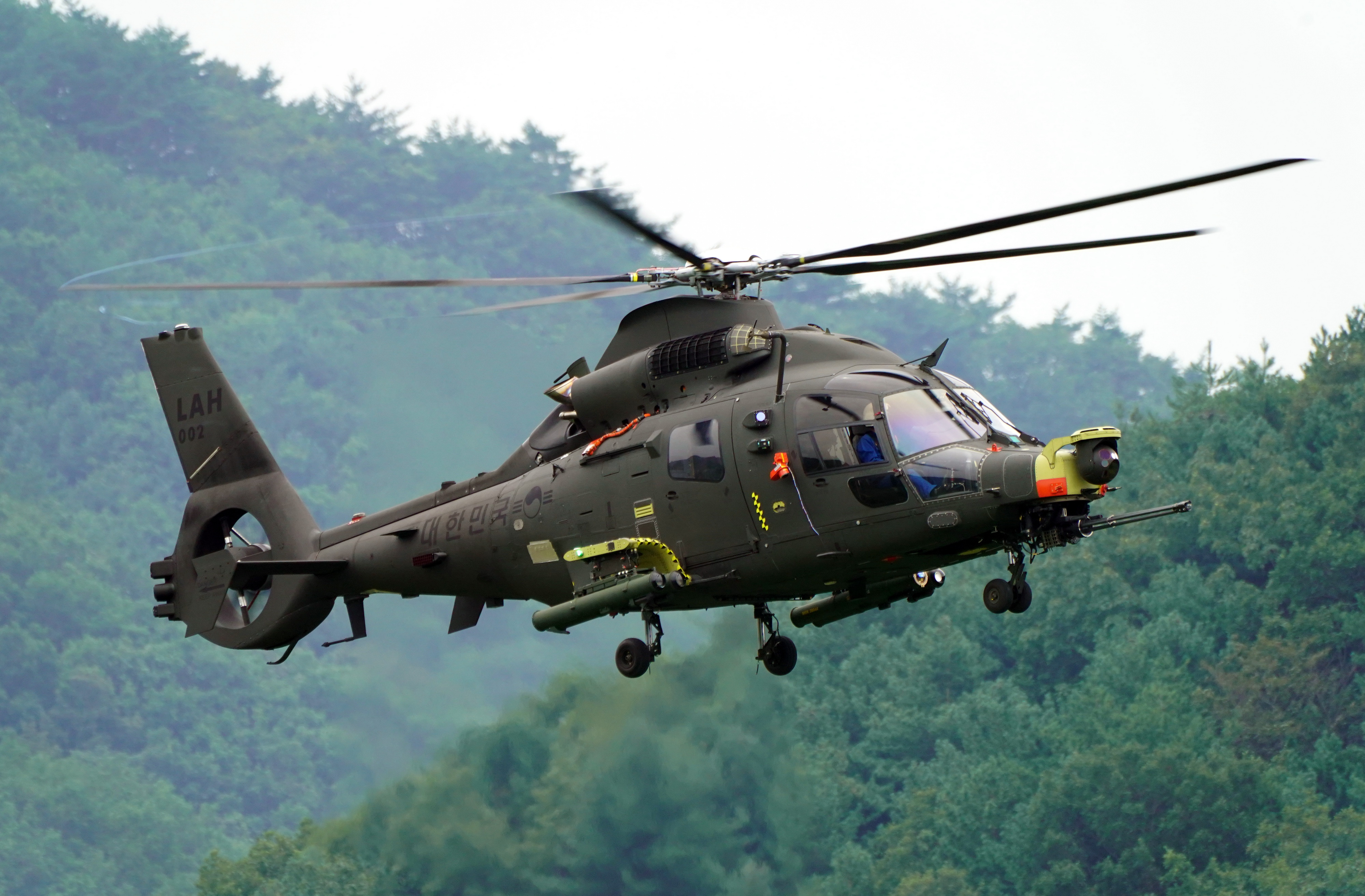
Le prototype du KAI LAH en 2020.

En 2015, Korea Aerospace Industries et Airbus helicopters décident de développer ensemble  deux nouvelles versions du H155 : le Light Armed Helicopter (KAI LAH (en)) et le Light Civil Helicopter (KAI LCH (en)). Accord complété par Safran et Hanwha Techwin pour le développement et la production locale d'une nouvelle version plus puissante de l'Arriel, pour le LAH. Tandis que le LCH se distingue peu du H155 d'origine.
Premier vol du  LCH en juillet 2018 en France, mise en service prévue en 2020. Premier vol du LAH en juillet 2019 en Corée du sud, mise en service prévue en 2022 après les tests des nouveaux composants et armements.
Construit à l'origine à l'usine Airbus Helicopters de Marignane, un accord annoncé le 18 septembre 2020 prévoit le transfert de la chaine de production à l'usine KAI de Sacheon en Corée du Sud en 2021. Il est prévu alors qu'elle fonctionne jusqu'aux environs de 2050.

## Utilisateurs

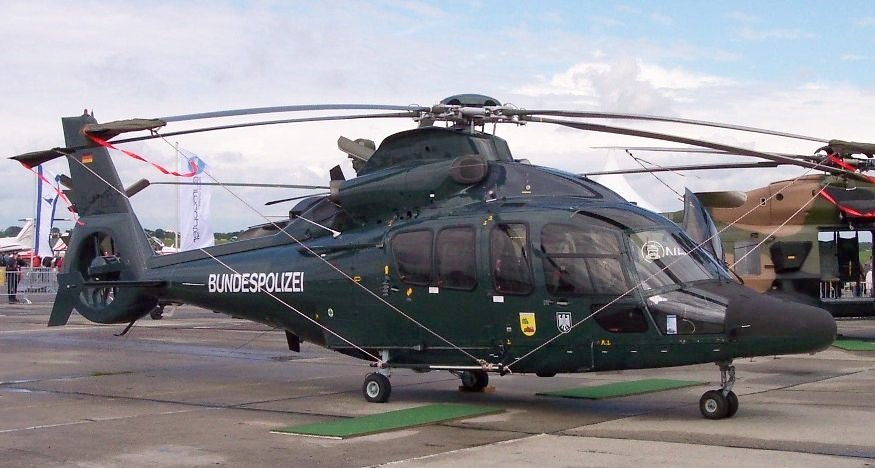
H155 de la police allemande.

Outre les compagnies privées utilisant cet hélicoptère, plusieurs entités gouvernementales utilisent le H155 : 
 Chine
- Police de Shanghai[2],[3]

 Allemagne
- Bundespolizei[4],[5]

 Hong Kong
- Hong Kong Government Flying Service[6],[7]

 Corée du Sud
- 200 exemplaires du seul H155 LAH sont envisagés pour l'armée coréenne [8]
- Le LCH est prévu pour les services médicaux, la surveillance côtière, le transport de passagers et de VIP.

 Thaïlande
- Royal Thai Police[9]

 Royaume-Uni
- Bristow Helicopters (en)[10]